# بخش نیوتن (شهرستان میامی، اوهایو)
بخش نیوتن (به انگلیسی: Newton Township) یک تاون‌شیپ در ایالات متحده آمریکا است که در شهرستان میامی، اوهایو واقع شده‌است.
 بخش نیوتن ۱۰۸٫۸ کیلومتر مربع مساحت و ۳٬۳۵۴ نفر جمعیت دارد و ۲۸۸ متر بالاتر از سطح دریا واقع شده‌است.